# Olivenit
Olivenit är ett kopparhaltigt malmmineral vars namn kommer från att den kan ha en olivgrön färg. Det är ett arsenat med den kemiska formeln Cu2(AsO4)OH. Mineralet bildar kristaller som är prismatiska, stråliga eller fibrösa (pseudo-ortorombiskt), och finns ibland i små lysande kristaller av enkel prismatisk form som avslutas av kupolsidan.
Det är relativt vanligt med klotformiga aggregat av nålformade kristaller av olivenit som är matta och jordiga. ibland är den lamellär i strukturen, eller mjuk och jordnära.

## Egenskaper
Ett karakteristiskt drag, och ett som namnet anspelar på (tyska, Olivenerz, av A. G. Werner, 1789), är den olivgröna färgen, som varierar i nyans från svartgrön i kristallerna till nästan vit i den finfibrösa sorten känd som träkoppar. Hårdheten är 3 och den specifika vikten är 4,3. Mineralet fanns tidigare i viss mängd, förknippat med limonit och kvarts, i de övre anläggningarna i koppargruvorna i St Day-distriktet i Cornwall; även nära Redruth och i Tintic Mining District i Utah. Den är ett mineral av sekundärt ursprung, ett resultat av oxidationen av kopparmalmer och arsenopyrit.

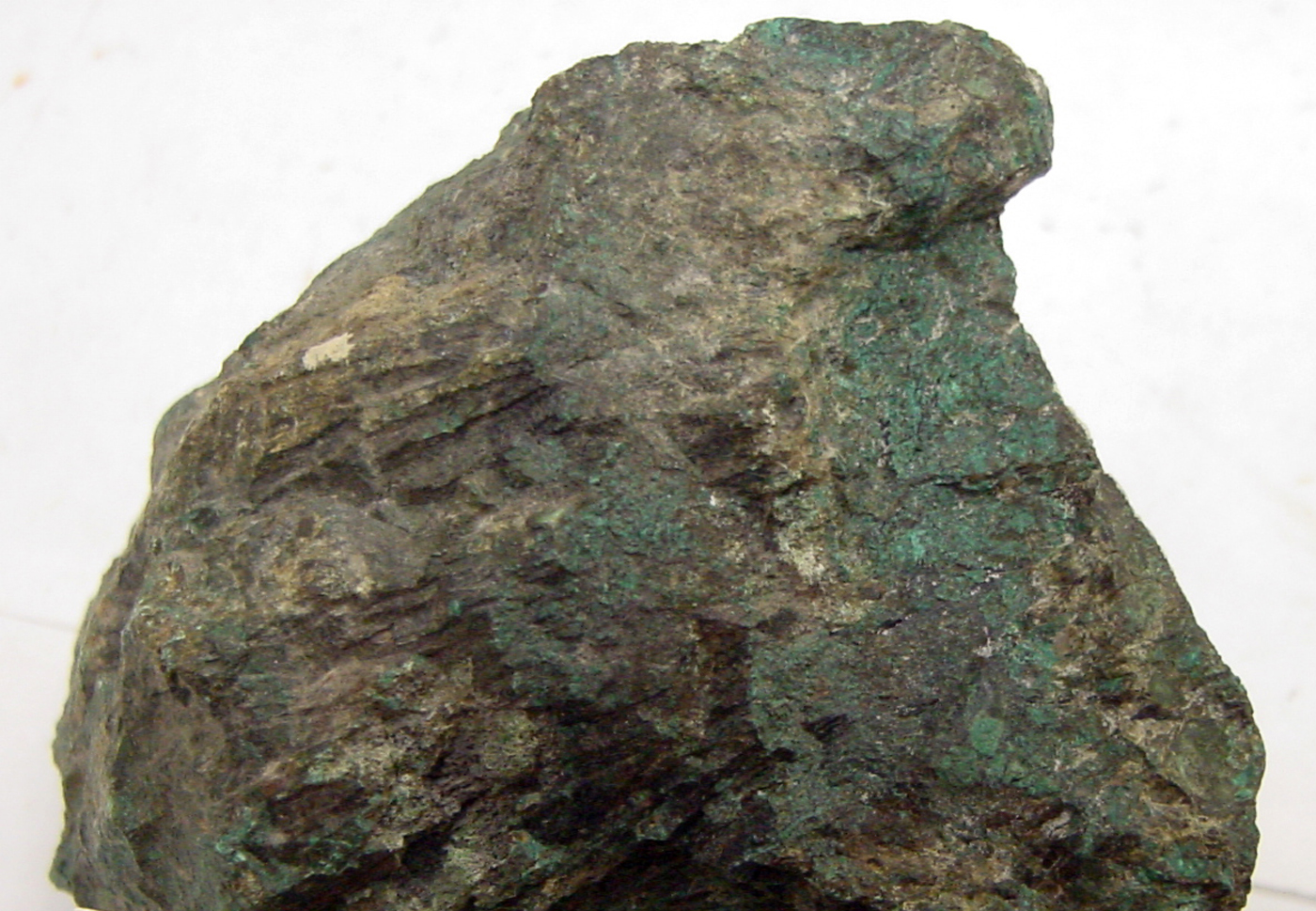
Olivenit från Mammoth Mine, Tintic, Utah

Arseniken i olivenit ersätts ibland delvis av en liten mängd fosfor, och i arten libethenit har vi motsvarande kopparfosfat Cu2PO4OH. Detta finns som små mörkgröna kristaller som liknar olivenit vid Ľubietová i Slovakien, och i små mängder även i Cornwall. Andra medlemmar av denna isomorfa grupp av mineraler är adamit, Zn2AsO4OH och eveit, Mn2AsO4OH.

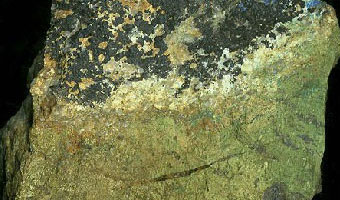
Olivenit, Špania Dolina, Slovakien